# Valencia (Negros Oriental)
Valencia és un municipi de la província de Negros Oriental, a la regió filipina de les Visayas Centrals. Segons les dades del cens de l'any 2007 té una població de 27.933 habitants distribuïts en una superfície de 147,49 km².

## Divisió administrativa
Valencia està políticament subdividida en 24 barangays.
| - Apolong - Balabag East - Balabag West - Balayagmanok - Balili - Balugo - Bongbong - Bong-ao | - Caidiocan - Calayugan - Cambucad - Dobdob - Jawa - Liptong - Lunga - Malabo | - Malaunay - Mampas - Palinpinon - North Poblacion - South Poblacion - Puhagan - Pulangbato - Sagbang |